# NGC 1175
NGC 1175 este o galaxie lenticulară situată în constelația Perseu. A fost descoperită în 24 octombrie 1786 de către William Herschel. Se află la o distanță de 73,3 de megaparseci de Pământ.